# Narcissus von Girona
Narcissus von Girona, auch Narzissus von Gerona, († 307 in Tarraconensis) ist eine in der Legende über die heilige Afra von Augsburg erwähnte Gestalt. Er soll als Bischof gewirkt und den Märtyrertod erlitten haben. Er gehört zu den Heiligen der katholischen Kirche. Ob Narcissus tatsächlich existiert hat, ist nicht erwiesen.

## Kirchengeschichtliche Zeitumstände
Hintergrund des Geschehens sind die Christenverfolgungen im Römischen Reich. Kaiser Diokletian gab vier Verfügungen heraus, die gegen das Christentum gerichtet waren. Die erste vom Februar 303 entzog den Christen ihre Kirchen und verlangte das Ausliefern ihrer heiligen Bücher und Schriften. (Siehe dazu auch Märtyrer der heiligen Bücher.) Die zweite befahl das Einkerkern aller Kleriker. Die dritte vom selben Jahr versprach den wieder den römischen Göttern opfernden Christen Straffreiheit. Mangelnder Erfolg bei der Eindämmung des neuen Glaubens führte im Jahr 304 zum vierten Erlass, der allen, die nicht opferten, den Tod androhte.

## Leben
Es gibt keine gesicherten Fakten zu seinem Leben. Die Afrasage enthält die wenigen Informationen über Narcissus. Danach habe die einsetzende Christenverfolgung in Spanien im Jahr 303 den Bischof Narcissus von Gerundum, dem heutigen Girona, außer Landes gezwungen. Auf der Flucht in Begleitung seines Diakons, Felix von Girona, kamen beide nach Augsburg. In der Herberge der Hilaria und Afra quartierten sie sich ein, unwissend, dass es sich dabei um ein Bordell handelte. Beim Abendessen weckte das Tischgebet, das Narcissus andächtig mit seinem Diakon sprach, die Neugier der Bewohnerinnen. Sie wollten in einem Gespräch, das bis tief in die Nacht hinein gedauert haben soll, Näheres wissen. Die Frömmigkeit des heiligen Mannes und seine überzeugenden Worte bekehrten Afra, ihre Mutter und die drei Mägde für das Christentum.
Narcissus blieb der Legende zufolge neun Monate in der Stadt, um die kleine Christenschar zu betreuen und Neubekehrte zu taufen. Er weihte in dieser Zeitphase Afras Onkel Dionysius, den Bruder ihrer Mutter, zum ersten Bischof von Augsburg. Zusammen mit Felix trat er den Heimweg auf die iberische Halbinsel an. Drei Jahre später habe ihn in Spanien das Schicksal des Märtyrertodes ereilt.

## Unsicherheiten
Die Afra-Legende ist in der Passio S. Afrae und ihrer Erweiterung Conversio S. Afrae geschildert, die ungefähr im 9. Jahrhundert ein Mönch des Augsburger Afraklosters angefertigt hat. Die Conversio wird inzwischen in ihren Fakten als historisch zweifelhaft eingestuft. Ein Narcissus-Boom setzte in der Stadt am Lech erst ein, als 1071 Gebeine, die man als Reliquien der heiligen Afra ansah, in den Neubau der Afrakirche übertragen hatte, was das Interesse der Gläubigen auch an Afras Täufer weckte.
Als sich die Augsburger Kirche in Katalonien erkundigte, was man dort über Narcissus wisse, schrieb der Bischof Berengar von Girona im Jahr 1087 an den Abt Sieghart von St. Afra, dass sich die Quellen auch nur auf die Augsburger Episode bezögen. Er gab dem Boten aus Deutschland jedoch ein Stück einer Stola mit. Diese stamme aus dem Grab des Narcissus. Als solcher war ein mumifizierter Leichnam in einem Steinsarkophag angesehen worden, der nach seinem Auffinden zusammen mit den Gebeinen eines anderen Märtyrers, Felix Africanus, im 10. Jahrhundert in dessen Kirche beigesetzt worden war.
Die Afra-Legende wird in Spanien in Bezug auf Narcissus in einem wichtigen Punkt anders geschildert. Narcissus sei nach dortiger Legende mit seinem Diakon von Augsburg kommend eingetroffen und habe sein Wirken als Bischof fortgeführt. Eine Flucht nach Augsburg und spätere Rückkehr kennt diese Version nicht. Zweifel am Geschehen überhaupt weckt die Tatsache, dass der Bischofsname Narcissus in Spanien bis kurz vor Ende des 10. Jahrhunderts nirgends auftaucht.
Der Autor Johann Adam Möhler bezeichnet in seinem Buch Kirchengeschichte, erschienen in Regensburg 1867–1868, die Conversio S. Afrae wörtlich als „ein Machwerk späterer Zeit, welches den Lesern das Märchen von einem nach Augsburg gekommenen Bischof von Gerona in Spanien zu glauben zumutet.“

## Narcissus-Verehrung in Spanien
Die Rückfrage aus Augsburg zu ihrem Bischof legte den Keim für eine stärkere Verehrung des Narcissus als Heiligen in Girona. Als in der Zeit des Königs Peter III. von Aragonien die Stadt von den Franzosen eingenommen wurde, soll im Jahr 1285 ein Schwarm Stechmücken plündernde Soldaten an der Grabstelle des Heiligen heimgesucht haben. Eine ausbrechende Fliegenplage vertrieb angeblich das Invasionsheer. Dieses wundersame Ereignis festigte den Glauben der Bevölkerung, Narcissus wurde zum Schutzpatron Gironas bestimmt. Angeblich hat sich einer Legende zufolge das Verteidigen der Kirche gegen Franzosen in Kriegszeiten durch aus dem Grab des Heiligen aufsteigende Fliegenschwärme in den Jahren 1653 und 1684 wiederholt. Seine regelmäßige Verehrung in den Kirchen Gironas breitete sich erst in benachbarte Diözesen und dann über ganz Spanien aus.

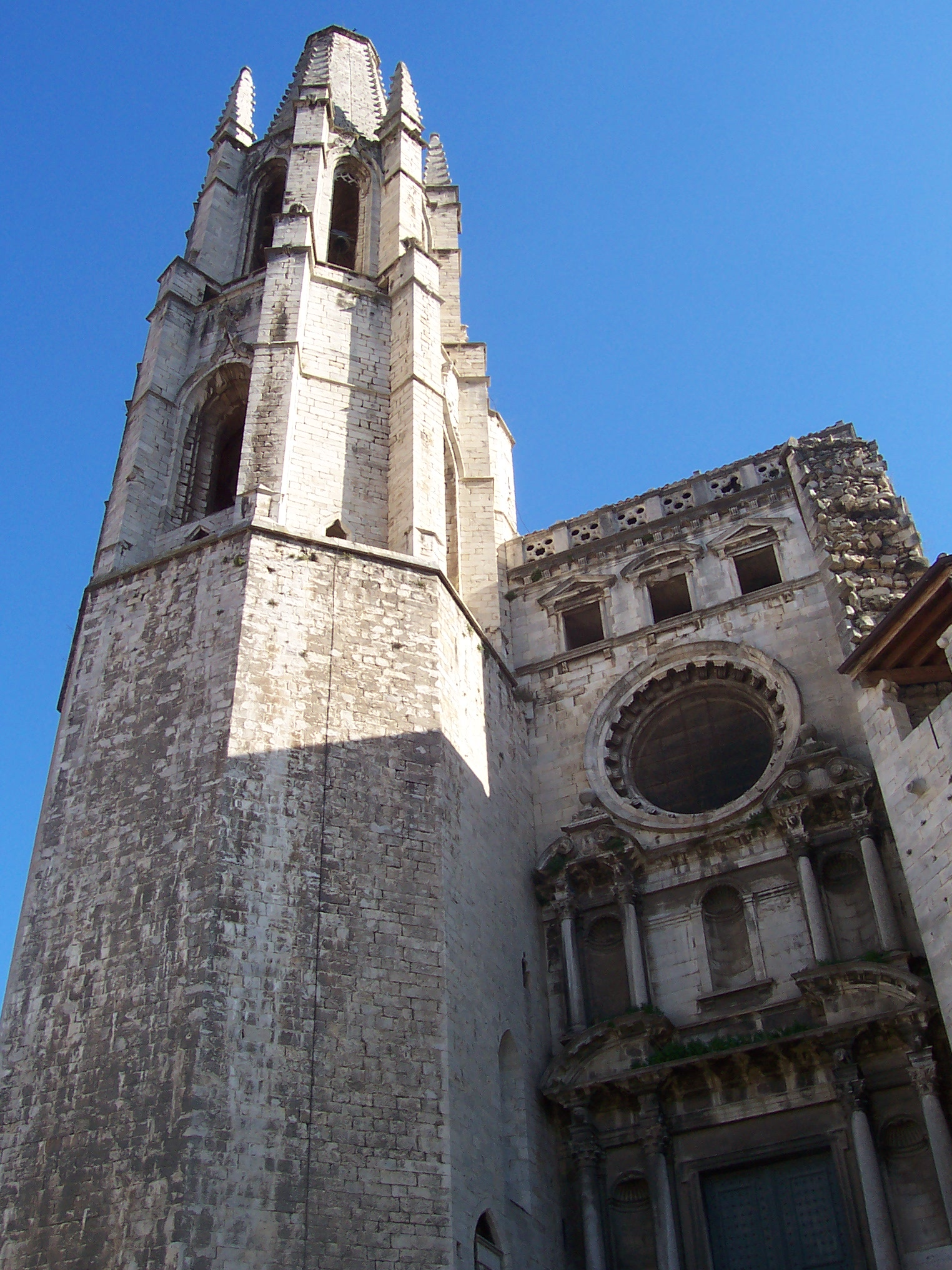
Kirche St. Felix

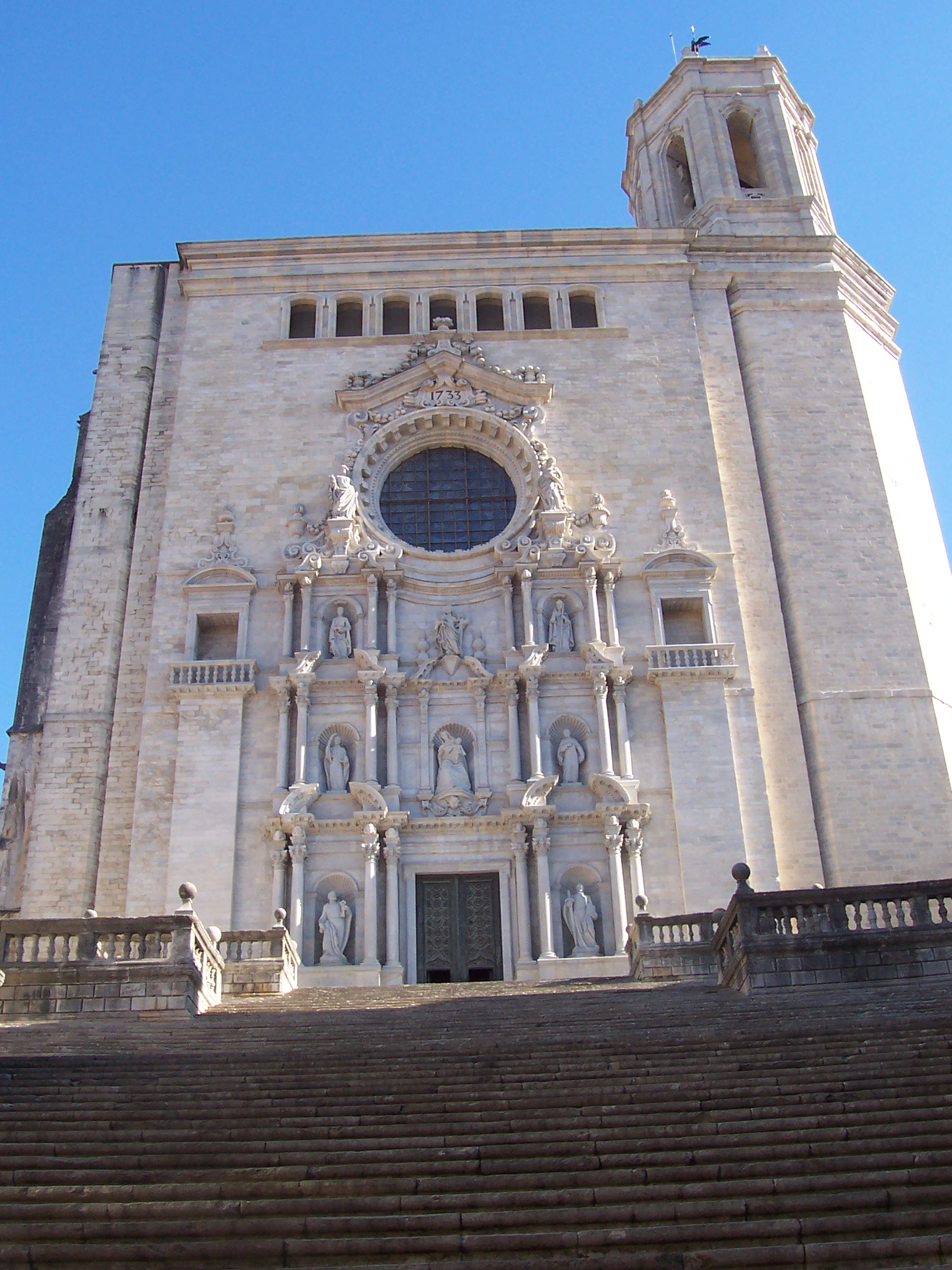
Kathedrale von Girona

1328 wurde für die Gebeine des Narcissus in der Capilla de San Narciso ein Grabmal aus Alabaster geschaffen, 1792 bekamen sie einen Silbersarkophag und wurden von St. Felix (span. Sant Feliu) in einen Anbau an der Kathedrale Gironas verlegt. Seit der Kirchenplünderung im spanischen Bürgerkrieg 1936 verliert sich die Spur der Reliquien.

## Gedenktag
Narcissus’ Gedenktag war am 18. März, in Augsburg und Girona am 29. Oktober. Bei der Liturgiereform des Zweiten Vatikanischen Konzils fiel der Gedenktag im Zuge der Straffung der Gedenktage weg. In Girona wird der Tag weiterhin mit mehrtägigen „Fires de Sant Narcís“ gefeiert.
Der heilige Narcissus von Girona wird zur Verhinderung von Stechmücken- und Schnakenplagen angerufen.

## Ikonografie
Narcissus ist als Bischof im Ornat mit Mitra und Stab dargestellt, manchmal mit einem Drachen zu seinen Füßen. Öfters sind ihm Darstellungen der hl. Afra und ihrer Gefährtinnen hinzugesellt. Die Drachendarstellung geht zurück auf eine Sage, wonach Narcissus durch Abnahme eines Versprechens den Teufel zum Töten eines Drachen zwang.

## Narcissus in der Kunst
- Manuel Tramulles (1716–1791) hat für die Kathedrale Santa Maria von Girona die Marter des Hl. Narcissus dargestellt.[4]
- Salvador Dalí hat 1959 der katalanischen Volkssage über die Fliegen des heiligen Narcissus in seinem Bild „Die Entdeckung Amerikas durch Christoph Columbus“ („Der Traum von Christoph Columbus“) Reverenz erwiesen, als er in das Gemälde links unten einen Bischof und Fliegen hineinmalte. Im Jahr 1974 schuf er ferner die Skulptur „Saint Narcissus of the Flies“.[5]